# Берег Принцессы Марты
Бе́рег Принце́ссы Ма́рты (англ. Princess Martha Coast) — западная часть побережья Земли Королевы Мод в Восточной Антарктиде, лежащая между 20° западной и 5° восточной долготы. Представляет собой преимущественно зону шельфовых ледников шириной до 200 км, примыкающую на юге к материковому ледниковому покрову. Шельфовые ледники, примыкающие к берегу с севера, омываются водами морей Уэдделла и Лазарева.
Берег был открыт 28 января 1820 года в ходе первой русской антарктической экспедиции Беллинсгаузена и Лазарева, которые впервые увидели шельфовые ледники Антарктиды примерно в этом районе (шельфовый ледник Беллинсгаузена). Название берег Принцессы Марты было дано в честь норвежской принцессы Марты в 1930 году в ходе норвежской экспедиции под руководством Яльмара Рисер-Ларсена.
В 1950—1951 годах на побережье действовала полярная станция британско-норвежско-шведской экспедиции Модхейм, в 1957—1961 годах — норвежская станция Норвегия. В восточной части значительные исследования были выполнены советскими антарктическими экспедициями.